# Liste du patrimoine mondial en Algérie
Cet article recense les sites inscrits au patrimoine mondial en Algérie.

## Statistiques
L'Algérie ratifie la Convention pour la protection du patrimoine mondial, culturel et naturel le 24 juin 1974. Le premier site protégé est inscrit en 1980.
En 2013, l'Algérie compte 7 sites inscrits au patrimoine mondial, 6 culturels et 1 mixte.
Le pays a également soumis 6 sites à la liste indicative, 5 culturels et 1 mixte.

## Listes

### Patrimoine mondial
Les sites suivants sont inscrits au patrimoine mondial.
| Site                  | Wilaya              | Type                            | Date | Superficie (ha) | Lien | Notes                                                                                 | Coordonnées                      | Illus. |
| --------------------- | ------------------- | ------------------------------- | ---- | --------------- | ---- | ------------------------------------------------------------------------------------- | -------------------------------- | ------ |
| Casbah d'Alger        | Alger               | Culturel (ii), (v)              | 1992 | 60              | 565  |                                                                                       | 36° 46′ 59″ nord, 3° 03′ 36″ est |        |
| Djémila               | Sétif               | Culturel (iii), (iv)            | 1982 | 31              | 191  |                                                                                       | 36° 19′ 16″ nord, 5° 44′ 13″ est |        |
| Kalâa des Béni Hammad | M'Sila              | Culturel (iii)                  | 1980 | 150             | 102  |                                                                                       | 35° 49′ 05″ nord, 4° 47′ 13″ est |        |
| Timgad                | Batna               | Culturel (ii), (iii), (iv)      | 1982 | 91              | 194  |                                                                                       | 35° 27′ 00″ nord, 6° 37′ 59″ est |        |
| Tipasa de Maurétanie  | Tipaza              | Culturel (iii), (iv)            | 1982 | 52              | 193  |                                                                                       | 36° 33′ 00″ nord, 2° 22′ 59″ est |        |
| Vallée du M'Zab       | Ghardaïa            | Culturel (ii), (iii), (v)       | 1982 | 665             | 188  | Les cinq cités de la Pentapole : Ghardaïa, Melika, Beni Isguen, Bounoura et El Atteuf | 32° 28′ 59″ nord, 3° 40′ 59″ est |        |
| Tassili n'Ajjer       | Illizi, Tamanrasset | Mixte (i), (iii), (vii), (viii) | 1982 | 7 200 000       | 179  |                                                                                       | 25° 30′ nord, 9° 00′ est         |        |

### Liste indicative
Les sites suivants sont inscrits sur la liste indicative.
| Site                                                                                         | Wilaya | Type                                     | Date | Superficie (ha) | Lien | Notes | Coordonnées | Illus. |
| -------------------------------------------------------------------------------------------- | ------ | ---------------------------------------- | ---- | --------------- | ---- | --- | ----------- | ------ |
| Les mausolées royaux de Numidie, de la Maurétanie et les monuments funéraires pré-islamiques |        | Culturel (ii), (iii), (iv)               | 2002 |                 | 1776 | Djeddars, Mausolée de Beni-Rhénane, Mausolée royal de Maurétanie, Medracen, Soumaâ du Khroub, Tombeau de Tin Hinan                                                                                    |             |        |
| Les oasis à foggaras et les ksour du Grand Erg Occidental                                    |        | Culturel (ii), (iii), (iv), (v)          | 2002 |                 | 1772 | |             |        |
| Nedroma et les Trara                                                                         |        | Culturel (ii), (iii), (iv), (v)          | 2002 |                 | 1774 | |             |        |
| Oued Souf                                                                                    |        | Culturel (ii), (iii), (iv), (v)          | 2002 |                 | 1775 | |             |        |
| Sites, lieux et itinéraires augustiniens du Maghreb central                                  |        | Culturel (ii), (iii), (iv), (vi)         | 2002 |                 | 1773 | Voies romaines et cités archéologiques d'Hippone, Calama, Thibilis, Thubursicu Numidarum, Madaure, Thagaste, Castellum Tidditanorum, Thagura, Milev, Sitifis, Caesarea, Cartenae, Theveste et Tubunae |             |        |
| Parc des Aurès avec les établissements oasiens des gorges du Rhoufi et d'El Kantara          |        | Mixte (ii), (iii), (iv), (v), (vii), (x) | 2002 |                 | 1777 | |             |        |